# Matsemela Manaka
Matsemela Manaka (geboren 20. Juni 1956 in Alexandra; gestorben 1998) war ein südafrikanischer Theatermacher.

## Leben
Matsemela Manaka besuchte die Schule in Diepkloof und lebte auch die darauffolgende  Zeit im neugegründeten Soweto. Er besuchte eine Handelsschule, doch sein Wunsch, anschließend zu studieren, scheiterte an der 1974 eingeführten Anforderung von Kenntnissen des Afrikaans. Um dieses nachzuholen, schrieb er sich 1976 an der Madibane High School ein, die Ereignisse des Aufstandes in Soweto machten diesen Entschluss obsolet, da er sich dem Aufstand anschloss.
Manaka arbeitete als Lehrer und schrieb zusammen mit seinen Schülern und den Laienschauspielern Theaterstücke und produzierte diese auch selbst und komponierte die Musik dazu. Er war 1978 Mitgründer des Soyikwa African Theatre. Er war beeinflusst von der Theaterarbeit von Gibson Kente und vom Black Consciousness Movement. Sein erstes Erfolgsstück Egoli wurde von der Zensur der Apartheidsregierung verboten. Auch die folgenden Stücke befassten sich mit der sozialen Lage und mit Fragen der schwarzen Identität.
Manakas Theater wurde nach London, Berlin und Kopenhagen eingeladen, beim Edinburgh Festival Fringe gewann er zweimal eine Auszeichnung. Zwischen 1979 und 1982 gehörte er zur Redaktion der Zeitschrift Staffrider. 1987 erhielt er den PEN/Barbara Goldsmith Freedom to Write Award, mit dessen Geld er eine Schreibschule für junge Autoren einrichtete.
Manaka starb bei einem Verkehrsunfall.

## Werke (Auswahl)
- The Horn
- Imbumba
- Egoli: City of Gold. Theaterstück. Johannesburg : Ravan Press, 1978
- Blues Afrika Cafe. Theaterstück. 1980
- Vuka. Theaterstück. 1981
- Mbumba. Theaterstück. 1984
- Children of Asazi. 1984
- Domba, the last Prince. Theaterstück. 1986
- Size. 1987
- Taro. 1987
- Echoes of African Art : A Century of Art in South Africa. Sachbuch. Braamfontein : Skotaville, 1987
- Kama. 1988
- mit Motsumi Makhene, Peter Boroto: Gorée. Musical. 1989
- Pula. Theaterstück. Braamfontein : Skotaville, 1990
- Ekhaya : Coming Home. 1991
- Ekhaya : Museum over Soweto. 1991
- Going Home. Theaterstück. Orlando : Blues Afrika Productions, 1991
- Yamina. 1993
- Geoffrey V Davis (Hrsg.): Beyond the Echoes of Soweto : Five Plays by Matsemela Manaka. (= Contemporary Theatre Series. Vol. 23). London : Harwood Academic, 1997